# Cyjon
Cyjon (Cuon) – rodzaj drapieżnych ssaków z rodziny psowatych (Canidae).

## Zasięg występowania
Rodzaj obejmuje jeden gatunek występujący w Azji.

## Morfologia
Długość ciała 88–135,5 cm, długość ogona 32–50 cm; masa ciała samic 10–13 kg, samców 15–20 kg (dotyczy gatunku występującego współcześnie).

## Systematyka
Rodzaj zdefiniował w 1838 roku etnolog i przyrodnik Brian Houghton Hodgson w artykule poświęconym nepalskim ssakom opublikowanym na łamach Annals of natural history. Na gatunek typowy Hodgson wyznaczył (oryginalne oznaczenie) cyjona rudego (C. alpinus).

### Etymologia
- Cuon (Cyon): gr. κυων kuōn, κυνος kunos ‘pies’[14].
- Chrysaeus: gr. χρυσεος khruseos ‘złoty’, od χρυσος khrusos ‘złoto’[15]. Gatunek typowy: Smith wymienił kilka gatunków – Canis dukhunensis Sykes, 1831 (= Canis alpinus Pallas, 1811), Canis javanicus Desmarest, 1821 (= Canis alpinus Pallas, 1811), Canis primaevus Hodgson, 1833 (= Canis alpinus Pallas, 1811), Canis familiaris var. sumatrensis[c] Hardwicke, 1821, Chryseus scylax C.H. Smith, 1839 (= Canis alpinus Pallas, 1811), Chryseus ceylonicus C.H. Smith, 1839 (= Canis ceilonicus G. Shaw, 1800 (nomen dubium), Chryseus pahariah C.H. Smith, 1839 (= Canis familiaris Linnaeus, 1758) i Chrysæus australiæ C.H. Smith, 1839 (= Canis familiaris Linnaeus, 1758) – nie wskazując gatunku typowego; typ nomenklatoryczny (późniejsze oznaczenie) – Canis dukhunensis Sykes, 1831 (= Canis alpinus Pallas, 1811)[16].
- Primoevus (Primaevus): łac. primoevus „młody, młodociany”[17]. Gatunek typowy (oznaczenie monotypowe): Primoevus buansu Lesson, 1842 (= Canis alpinus Pallas, 1811).
- Anurocyon: gr. negatywny przedrostek αν an; ουρα oura ‘ogon’; κυων kuōn, κυνος kunos ‘pies’[18]. Gatunek typowy (oznaczenie monotypowe): Anurocyon clamitans Heude, 1892 (= Canis alpinus Pallas, 1811).
- Crassicuon: łac. crassus ‘gruby’[19]; rodzaj Cuon Hodgson, 1838. Gatunek typowy (oryginalne oznaczenie): Cyon antiquus Matthew & Granger, 1923 (= Canis alpinus Pallas, 1811).
- Semicuon: łac. semi- ‘pół-’, od semis, semissis ‘połowa’, od as, assis ‘cały’[20]; rodzaj Cuon Hodgson, 1838. Gatunek typowy (oryginalne oznaczenie): Cuon europaeus Bourguignat, 1868 (= Canis alpinus Pallas, 1811)

### Podział systematyczny
Takson siostrzany w stosunku do Lycaon. Do rodzaju należy jeden współcześnie żyjący gatunek:
- Cuon alpinus (Pallas, 1811) – cyjon rudy

Opisano również gatunki wymarłe z plejstocenu Azji:
- Cuon nischneudensis (Czersky, 1879)[23]
- Cuon simplicidens Yang Zhongjian & Liu Dongsheng, 1951[24].